# 中国商报
《中国商报》（China Business Daily），原名《中国商业报》，是一份总部位于中国北京的全国性综合性经济类日报，由中华人民共和国商业部创刊于1985年1月1日，是中国流通领域第一家报纸。
《中国商报》由中国商业部创办，原属国家商业部机关报，现由中国商业联合会主办主管。1985年1月1日至1989年，该报纸的名称为《中国商业报》，1989年后更名为《中国商报》。

## 外部鏈接
- 《中國商報》數字版
- 中國商報網